# Плотишно (Дедовичский район)
Плотишно — деревня в Дедовичском районе Псковской области России. Входит в состав Пожеревицкой волости Дедовичского района.
Расположена на западе района, в 20 км к юго-западу от райцентра Дедовичи и в 8 км к западу от деревни Пожеревицы. В 3 км к западу от деревни находится озеро Локно.

## Население
Численность населения села составляет 40 жителей (2000 год).